# 太行1942年秋季战役
太行1942年秋季战役，中国亦称太行1942年秋季发“扫荡”，是中国抗日战争中中日双方发生的战役。